# 11184 Постма
11184 Постма (11184 Postma) — астероїд головного поясу, відкритий 18 квітня 1998 року.
Тіссеранів параметр щодо Юпітера — 3,188.
Названо на честь Сепа Постми (1921 - 1944), нідерландського захисника прав людини, якого було вбито за намагання створити опір у Нідерландах під час Другої світової війни.